# John Silkin
John Ernest Silkin (18 mars 1923-26 avril 1987) est un avocat et homme politique britannique du parti travailliste.

## Jeunesse
Il est le troisième fils de Lewis Silkin, et un frère cadet de Samuel Silkin, baron Silkin de Dulwich. Il fait ses études au Dulwich College, à l'Université du pays de Galles et au Trinity Hall, Cambridge. Il sert dans la Royal Naval Reserve de 1942 à 1946. Il est nommé sous-lieutenant en 1943, servant dans la flotte des Indes orientales, la flotte de l'Est et la flotte du Pacifique à bord du HMS King George V et le HMS Formidable et à terre à Anderson, Ceylan (FECB ). Il est ensuite promu lieutenant. Il est démobilisé en 1946 et est retourné à Cambridge.
Silkin est admis comme avocat en 1950 et travaille pour le cabinet d'avocats de son père à Londres.

## Carrière parlementaire
Il se présente à St Marylebone pour le parti travailliste aux élections générales de 1950, West Woolwich en 1951 et South Nottingham en 1959. Il est conseiller dans l' arrondissement métropolitain de St Marylebone (1962-1963) et est élu à la Chambre des communes pour la première fois en juillet 1963. Il est député travailliste de Deptford (1963-1974) et de Lewisham, Deptford (1974-1987).
Il est nommé au Conseil privé en 1966. Il est whip en chef du gouvernement (1966-1969) et leader adjoint de la Chambre des communes (1968-1969). Il est nommé Ministre des bâtiments et travaux publics (1969-1970) et Ministre de la planification et des collectivités locales au Département de l'environnement (1974-1976) et ministre de l'Agriculture, des Pêcheries et de l'Alimentation (1976-1979).
Dans l'opposition, Silkin est battu aux élections à la direction du Parti travailliste de 1980 après la démission de James Callaghan et aux élections au poste de leader adjoint en 1981. Il est porte-parole de l'opposition pour l'industrie (1979-1980), leader fantôme de la Chambre des communes (1980-1983), secrétaire fantôme de la défense (1981-1983) et arbitre de l'industrie laitière (1986-1987).
Il publie Changing Battlefields: The Challenge to the Labour Party à titre posthume. Ses papiers ont été remis au Churchill Archives Centre par sa veuve en février 1990. Ceux-ci couvrent sa carrière parlementaire et ministérielle, ainsi que ses autres activités publiques, telles que le tunnel sous la Manche, la Communauté économique européenne et l'industrie laitière. Il existe des éléments d'un intérêt particulier concernant sa relation avec son parti travailliste de circonscription à Deptford et les élections des dirigeants du parti travailliste et des élections des vice-dirigeants en 1980 et 1981.

## Famille
Il est marié à l'actrice Rosamund John (en) de 1950 jusqu'à sa mort en 1987. Leur fils Rory LF Silkin est né en 1954. Rory a une fille appelée Natasha Silkin, qui travaille également en politique pour Hanover Communications.